# ميخائيل باور
ميخائيل باور هو قسيس كندي، ولد في 17 أكتوبر 1804 في هاليفاكس في كندا، وتوفي في 1 أكتوبر 1847 في تورونتو في كندا.